# Autoserica poonensis
Autoserica poonensis är en skalbaggsart som beskrevs av Muhammad Sharif Khan och Ghai 1980. Autoserica poonensis ingår i släktet Autoserica och familjen Melolonthidae. Inga underarter finns listade.